# Twentynine Palms (Kalifornija)
Twentynine Palms je grad u američkoj saveznoj državi Kalifornija. Prema popisu stanovništva iz 2010. u njemu je živjelo 25.048 stanovnika.